# Laura Feiersinger
Laura Feiersinger (Saalfelden am Steinernen Meer, 5 aprile 1993) è una calciatrice austriaca, centrocampista del Colonia e della nazionale austriaca. Suo padre Wolfgang è stato un difensore della nazionale degli anni novanta.
Con l'amichevole con l'Italia dell'11 novembre 2022, è la quinta calciatrice a raggiungere le 100 presenze con la maglia della nazionale maggiore.

## Statistiche

### Presenze e reti nei club
Statistiche (parziali) aggiornate al 2 settembre 2024.
| Stagione                     | Squadra                      | Campionato                   | Campionato | Campionato | Coppe nazionali | Coppe nazionali | Coppe nazionali | Coppe internazionali | Coppe internazionali | Coppe internazionali | Altre coppe | Altre coppe | Altre coppe | Totale | Totale |
| Stagione                     | Squadra                      | Comp                         | Pres       | Reti       | Comp            | Pres            | Reti            | Comp                 | Pres                 | Reti                 | Comp        | Pres        | Reti        | Pres   | Reti   |
| ---------------------------- | ---------------------------- | ---------------------------- | ---------- | ---------- | --------------- | --------------- | --------------- | -------------------- | -------------------- | -------------------- | ----------- | ----------- | ----------- | ------ | ------ |
| 2010-2011                    | Herforder                    | BL                           | 18         | 7          | CG              | 2               | 0               |                      | -                    | -                    |             | -           | -           | 20     | 7      |
| 2011-2012                    | Bayern Monaco                | BL                           | 20         | 3          | CG              | 5               | 0               |                      | -                    | -                    |             | -           | -           | 25     | 3      |
| 2013-2014                    | Bayern Monaco                | BL                           | 21         | 0          | CG              | 4               | 0               |                      | -                    | -                    |             | -           | -           | 25     | 0      |
| 2013-2014                    | Bayern Monaco                | BL                           | 12         | 0          | CG              | 1               | 0               |                      | -                    | -                    |             | -           | -           | 13     | 0      |
| 2014-2015                    | Bayern Monaco                | BL                           | 4          | 0          | CG              | 1               | 1               |                      | -                    | -                    |             | -           | -           | 5      | 1      |
| 2015-2016                    | Bayern Monaco                | BL                           | 5          | 0          | CG              | 2               | 0               | UWCL                 | 0                    | 0                    |             | -           | -           | 7      | 0      |
| Totale Bayern Monaco         | Totale Bayern Monaco         | Totale Bayern Monaco         | 62         | 3          |                 | 13              | 1               |                      | 0                    | 0                    |             | -           | -           | 75     | 4      |
| 2016-2017                    | Sand                         | BL                           | 17         | 3          | CG              | 5               | 0               |                      | -                    | -                    |             | -           | -           | 22     | 3      |
| 2017-2018                    | Sand                         | BL                           | 22         | 2          | CG              | 3               | 1               |                      | -                    | -                    |             | -           | -           | 25     | 3      |
| Totale Sand                  | Totale Sand                  | Totale Sand                  | 39         | 5          |                 | 8               | 1               |                      | -                    | -                    |             | -           | -           | 47     | 6      |
| 2018-2019                    | 1. FFC Francoforte           | BL                           | 21         | 10         | CG              | 3               | 1               |                      | -                    | -                    |             | -           | -           | 24     | 11     |
| 2019-2020                    | 1. FFC Francoforte           | BL                           | 16         | 5          | CG              | 2               | 0               |                      | -                    | -                    |             | -           | -           | 18     | 5      |
| Totale 1. FFC Francoforte    | Totale 1. FFC Francoforte    | Totale 1. FFC Francoforte    | 37         | 15         |                 | 5               | 1               |                      | -                    | -                    |             | -           | -           | 42     | 16     |
| 2020-2021                    | Eintracht Francoforte        | BL                           | 15         | 4          | CG              | 5               | 1               |                      | -                    | -                    |             | -           | -           | 20     | 5      |
| 2021-2022                    | Eintracht Francoforte        | BL                           | 21         | 0          | CG              | 2               | 1               |                      | -                    | -                    |             | -           | -           | 23     | 1      |
| 2022-2023                    | Eintracht Francoforte        | BL                           | 21         | 1          | CG              | 2               | 0               | UWCL                 | 2                    | 0                    |             | -           | -           | 10     | 1      |
| Totale Eintracht Francoforte | Totale Eintracht Francoforte | Totale Eintracht Francoforte | 57         | 5          |                 | 9               | 2               |                      | 2                    | 0                    |             | -           | -           | 53     | 7      |
| 2023-2024                    | Roma                         | A                            | 23         | 4          | CI              | 6               | 2               | UWCL                 | 8                    | 0                    | SI          | -           | -           | 37     | 6      |
| 2024-2025                    | Colonia                      | BL                           | 1          | 0          | CG              | -               | -               |                      | -                    | -                    |             | -           | -           | 1      | 0      |
| Totale carriera              | Totale carriera              | Totale carriera              | 238        | 39         |                 | 43              | 7               |                      | 10                   | 0                    |             | -           | -           | 291    | 46     |

## Palmarès

### Club
- Campionato tedesco: 2

Bayern Monaco: 2014-2015, 2015-2016
- Coppa di Germania: 1

Bayern Monaco: 2011-2012
- Bundesliga-Cup

Bayern Monaco: 2011
- Campionato italiano: 1

Roma: 2023-2024
- Coppa Italia: 1

Roma: 2023-2024

### Nazionale
- Cyprus Cup: 1

2016